# محمد الحسين
محمد الحسين ، من مواليد 10 أبريل 1960م ، وهو حارس مرمى سعودي معتزل، شارك مع منتخب بلاده لنهائيات كأس آسيا 1984 حيث حقق اللقب للمرة الأولى مع زملائه، ودورة الألعاب الصيفية الأولمبية بمدينة لوس أنجلوس بنفس العام.

## روابط خارجية
- محمد الحسين على موقع أوليمبيديا (الإنجليزية)